# 五穀岡
五穀岡，原寫為五穀崗，是臺灣苗栗縣公館鄉的一個傳統地域名稱，位於該鄉西北部。相較於今日行政區，其範圍大致包括五谷村、玉谷村。

## 歷史
台灣清治末期至日治初期，五穀岡地區為一街庄，稱為「五穀崗庄」，隸屬於苗栗一堡。該庄西北與維祥庄為鄰，東北及東與鶴仔崗庄為鄰，南邊為蔴齊藔庄、中小義庄，西邊為中心埔庄。
1901年（日治明治三十四年）11月，全台廢縣廳改設二十廳，該庄隸屬於苗栗廳。1909年（明治四十二年）10月，合併二十廳為十二廳，該庄改隸屬於新竹廳。1920年（大正九年），廢十二廳改設五州二廳，該庄改制並雅化為「五穀岡」大字，隸屬於新竹州苗栗郡公館庄。
戰後公館庄改制為公館鄉，隸屬於新竹縣，大字亦改制為村。1950年桃、竹、苗分治，公館鄉改隸屬於苗栗縣。

## 聚落
本地區發展較早的聚落有石埔（石埔子）、下店仔、五穀崗等，在日治期初期的官方地圖上已有記載。此外，本地區尚有五板橋、水尾、內五穀岡等聚落。

## 交通
國道1號又稱「中山高速公路」，是台灣西部兩條縱向高速公路之一，大致以北北東－南南西走向轉東北—西南走向再轉北北東－南南西走向蜿蜒經過五穀岡地區中部。境內省道台6線交會口設有苗栗交流道，由此進入可快速前往國道1號沿線各地。
省道台6線又稱「舊後汶公路」、「龍汶公路」，是後龍龍港至大湖溫泉口的幹道，大致以北北西—南南東走向經過本地區。由該道路向北北西過龜山橋後轉東北繞過苗栗市區東側及北側後可前往後龍南部、龍港並止於省道台61線後龍交流道及縣道119號路口，向南南東可前往公館市區、獅潭汶文南側並止於省道台3線路口。
鄉道苗25線是頭屋至福基的道路，大致先以北北東—南南西走向經過本地區中部偏東地帶，後於麻齊寮聚落轉北北西與省道台6線共線再次進入本地區南部，至五穀岡聚落中部偏西北處轉西南獨行後離開本地區。由該道路在本地區的東段北側端點向北北東可前往鶴子岡、尖山、二崗坪、頭屋市區並止於省道台13線路口；由西段的西南側端點向西南轉西再轉南可前往中小義、關爺埔、福基並止於省道台6線路口。
鄉道苗25-2線是五穀岡至仁安的道路，其西北側端點位於五穀岡聚落北側的省道台6線路口。由此向東南經內五穀岡出境後，可前往東店、上大坑口並止於鄉道苗25-1線路口。
鄉道苗26線是五板橋至茄苳樹下的道路，其西側端點位於本地區西北部五板橋聚落的省道台6線路口。由此向東北東蜿蜒而行，出境後可前往鶴子岡、寬仁、南河、北河、蛤蟆石下並止於北安橋頭；續行可經錫隘隧道前往獅潭地區的錫隘並止於省道台3線路口。
鄉道苗27線是嘉盛至上福基的道路，大致以北北西—南南東走向經過本地區西北部一小段邊界，隨後轉東北—西南走向離開邊界。由該道路向北北西轉東北至省道台6線轉北北西與其共線過龜山橋後轉北北東獨行，可前往維祥、芒埔、嘉盛並止於省道台13線路口；向西南可前往中心埔、七十份、石圍牆、上基福並止於省道台6線路口。

## 學校
- 五穀國小

## 廟宇
- 五鶴山五穀宮（神農廟）